# Edmund Molek
Edmund Molek (ur. 18 stycznia 1932 w Bray) – polski działacz partyjny i państwowy, I sekretarz Komitetu Powiatowego PZPR w Piasecznie, w latach 1975–1978 wicewojewoda ostrołęcki.

## Życiorys
Syn Michała i Agnieszki. W 1957 wstąpił do Polskiej Zjednoczonej Partii Robotniczej. W 1962 był sekretarzem ds. propagandy w Komitecie Powiatowym w Nowym Dworze Mazowieckim, następnie od 1962 lub 1968 do 1972 pozostawał przewodniczącym Prezydium Powiatowej Rady Narodowej w Ostrołęce. W 1973 został członkiem Warszawskiego Komitetu Wojewódzkiego PZPR. W latach 1973–1975 pełnił funkcję I sekretarza Komitetu Powiatowego PZPR w Piasecznie, a w latach 1975–1978 – wicewojewody ostrołęckiego.